# Stefan Brodbeck
Stefan Brodbeck (* 1962 in München) ist ein deutscher Designer. 

## Leben
Nach dem Studium für Produktgestaltung und Architektur in Kassel startete Stefan Brodbeck im Wiener Architekturbüro Eichinger oder Knechtl, wo er Projekte wie die Entwicklung von Leuchten und Möbeln für das Bundeskanzleramt in Wien oder das Design der Festivalräume für die Ars Electronica 1991 sowie die dazugehörige computergestützte Ausstellung „Pioniere der elektronischen Kunst“ realisierte. Es folgten Projektarbeiten für das Designbüro frogdesign in Deutschland, später auch in Palo Alto, USA.
1994 gründete Stefan Brodbeck sein eigenes Designbüro in München, brodbeck design – design based on people, das heute zehn Mitarbeiter beschäftigt. Die Schwerpunkte seiner Arbeit sind Industriedesign, Möbeldesign und Ausstellungsdesign.
Ende der 1990er Jahre begann Brodbecks langjährige Zusammenarbeit mit dem Weltmarktführer für Büromöbel, Steelcase. Das erste Produkt wurde unter dem Namen „Revolution at Work“ bekannt: ein Systemmöbel bestehend aus einem Tisch und Wandmodulen, die sich flexibel den Bedürfnissen der Nutzer anpassen. Das Schreibtischsystem „Frisco“ war zur damaligen Zeit eine Innovation und wurde deshalb in New York in der Ausstellung für zukünftige Arbeitswelten „Worksphere“ im MOMA in New York 2001 ausgestellt. 
Eine Spezialisierung des Designbüros ist das „Universal Design“. brodbeck design entwickelte gemeinsam mit Experten aus Wissenschaft und Marketing eine neue Produktkategorie, die Trans-Generationen-Produkte: Produkte, die für mehrere Generationen geeignet sind. Hierzu wurde eigens eine wissenschaftliche Kooperation mit dem „Generation Research Program“ (GRP) der Ludwig-Maximilians-Universität München gegründet. Unter dem Namen „design & usability“ werden Produkte auf ihre Gebrauchstauglichkeit und Akzeptanz getestet, um insbesondere den Anforderungen älterer Menschen gerecht zu werden. Die Verknüpfung von Wissenschaft und Designbüro ist bisher einzigartig auf dem Sektor für Produktdesign.

## Tätigkeitsfelder
Entwicklung von Produkten in den Bereichen Büro, Bad, Küche, Medizintechnik, Elektronik, Leuchten, Sport, Ausstellungs- und Messedesign sowie Universal Design.

## Auszeichnungen und Preise
- Exponategeber der Inno DesignTech in Hong Kong 2010 mit dem Generationenhandy Bluefon
- Exponategeber der EXPO Taiwan 2011 mit dem Tischsystem Kalidro
- Good Design Award Japan
- Exponategeber der EXPO Shanghai 2010 mit dem Generationenhandy Bluefon
- iF gold Award
- IF Award
- red dot design award
- Good Design Award
- Focus Open
- Focus Green
- DP3D Die Goldene Flamme
- Interzum Award
- Design Plus Award
- Nominierungen zum Designpreis der Bundesrepublik Deutschland
- AIT Designpreis[4],
- The Museum of Modern Art

## Interviews
- Mit Was beschäftigt sich ein Designer Video mit Stefan Brodbeck